# Jean Guillaume Audinet-Serville
Pour les articles homonymes, voir Audinet et Serville.
Jean Guillaume Audinet-Serville (son nom, avant la Révolution comprend une particule : Audinet de Serville) est un entomologiste français, né le 11 novembre 1775 à Paris et mort le 28 mars 1858 à Jouy-sur-Morin.

## Biographie
Fils de Catherine Brunet et de Jean-Christophe Audinet (qui était comédien sous le nom de scène de Serville et qui changea son nom en Audinet de Serville avant la Révolution française puis en Audinet-Serville après), il est l’aîné de quatre sœurs.
Il épouse Marie Louise Pierrette Delavaquerie en 1809 dont il aura trois enfants. 
Il meurt le 28 mars 1858, à 82 ans, au Marais, à Jouy-sur-Morin (Seine-et-Marne), près de La Ferté-Gaucher.

## L'entomologie
Employé dans un magasin de houille dépendant du ministère de la guerre dont le directeur était F. Martin Grostête de Tigny, il est initié, dit-on, par Madame de Grostête-Tigny qui se passionne, ainsi que son mari, pour la chimie et les insectes. Audinet-Serville rencontre grâce à elle Pierre-André Latreille (1762-1833). Latreille le fait collaborer au Dictionnaire des Insectes de l’Encyclopédie méthodique et il termine la Faune française en 1830 commencée par Guillaume-Antoine Olivier (1756-1814),.
Audinet-Serville est particulièrement célèbre pour ses travaux sur les orthoptères. Il publie notamment Revue méthodique de l’ordre des Orthoptères qui paraît dans les Annales des Sciences Naturelles en 1831. Puis, en 1839, dans la série d’ouvrages intitulée les Suites à Buffon, un volume sur ces mêmes animaux, Histoire naturelle des Insectes Orthoptères. 
En, 1833, Jean Guillaume Audinet-Serville succède à Pierre-André Latreille comme président de la Société entomologique de France.
Il est élevé à la dignité de membre honoraire de la Société entomologique de France en 1845.